# Alaena tsavoa
Alaena tsavoa är en fjärilsart som beskrevs av Jackson 1966. Alaena tsavoa ingår i släktet Alaena och familjen juvelvingar. Inga underarter finns listade i Catalogue of Life.